# Saison 2018-2019 de l'AS Saint-Étienne
Maillots
Chronologie
Saison précédente Saison suivante
Lors de la saison 2018-2019, l'AS Saint-Étienne participe à la Ligue 1 pour la 66e fois, à la Coupe de France pour la 85e fois et à la Coupe de la Ligue pour la 25e fois.
Le club fête également ses 85 années d'existence.

## Pré-saison
La préparation de l’AS Saint-Etienne est globalement réussie. Après un succès inaugural facile contre une équipe amateur grâce à ses jeunes pousses, les verts s’imposent contre l’OM, Lens et Nice. Entre-temps les coéquipiers de Loïc Perrin se sont inclinés face à Bordeaux avant d’être tenu en échec par Amiens.
Au-delà des résultats, la préparation des verts a permis de mettre en lumière un joueur en particulier : Loïs Diony. L’ancien dijonais, object de toutes les critiques la saison passée a été très en vue avec notamment un doublé contre Nice lors du dernier match de cette pré-saison.

## Transferts

### Transferts estivaux
| Nom                       | Nationalité   | Poste     | Transfert                     | Provenance/Destination        | Division             |
| ------------------------- | ------------- | --------- | ----------------------------- | ----------------------------- | -------------------- |
| Arrivées                  |               |           |                               |                               |                      |
| Wahbi Khazri              | Tunisie       | Attaquant | Transfert                     | Sunderland AFC                | League One (D3)      |
| Rémy Cabella              | France        | Milieu    | Transfert                     | Olympique de Marseille        | Ligue 1              |
| Franck Honorat            | France        | Attaquant | Transfert                     | Clermont Foot 63              | Ligue 2              |
| Timothée Kolodziejczak    | France        | Défenseur | Prêt avec OA                  | UANL Tigres                   | Liga MX              |
| Yannis Salibur            | France        | Attaquant | Prêt avec OA                  | EA Guingamp                   | Ligue 1              |
| Léo Lacroix               | Suisse        | Défenseur | Retour de prêt                | FC Bâle                       | Super League         |
| Habib Maïga               | Côte d'Ivoire | Milieu    | Retour de prêt                | Arsenal Tula                  | Première ligue Russe |
| Jorginho                  | Portugal      | Attaquant | Retour de prêt                | GD Chaves                     | Primeira Liga        |
| Arnaud Nordin             | France        | Attaquant | Retour de prêt                | AS Nancy-Lorraine             | Ligue 2              |
| Pierre-Yves Polomat       | France        | Défenseur | Retour de prêt                | AJ Auxerre                    | Ligue 2              |
| Loïs Diony                | France        | Attaquant | Retour de prêt                | Bristol City FC               | Championship         |
| Erin Pinheiro             | Cap Vert      | Milieu    | Retour de prêt                | FK Haugesund                  | Eliteserien          |
| Rayan Souci               | France        | Défenseur | Retour de prêt                | Entente SSG                   | National             |
| Clément Cabaton           | France        | Défenseur | Retour de prêt                | ASF Andrézieux-Bouthéon       | National 2           |
| Charles Abi               | France        | Attaquant | Premier contrat professionnel | AS Saint-Étienne B            | National 2           |
| Vagner Dias Gonçalves     | Cap Vert      | Attaquant | Premier contrat professionnel | AS Saint-Étienne B            | National 2           |
| Stefan Bajic              | France        | Gardien   | Premier contrat professionnel | AS Saint-Étienne B            | National 2           |
| Wesley Fofana             | France        | Défenseur | Premier contrat professionnel | AS Saint-Étienne B            | National 2           |
| William Saliba            | France        | Défenseur | Premier contrat professionnel | AS Saint-Étienne B            | National 2           |
| Mahdi Camara              | France        | Milieu    | Premier contrat professionnel | AS Saint-Étienne B            | National 2           |
| Cyril Martin-Pichon       | France        | Milieu    | Premier contrat professionnel | AS Saint-Étienne B            | National 2           |
| Léo Petrot                | France        | Défenseur | Premier contrat professionnel | AS Saint-Étienne B            | National 2           |
| Théo Vermot               | France        | Défenseur | Premier contrat professionnel | AS Saint-Étienne B            | National 2           |
| Dilhan Sagun              | France        | Défenseur | Premier contrat professionnel | CS Sedan-Ardennes             | National 2           |
| Départs                   |               |           |                               |                               |                      |
| Vincent Pajot             | France        | Milieu    | Transfert                     | SCO Angers                    | Ligue 1              |
| Saidy Janko               | Suisse        | Défenseur | Transfert                     | FC Porto                      | Liga NOS             |
| Ronaël Pierre-Gabriel     | France        | Défenseur | Transfert                     | AS Monaco                     | Ligue 1              |
| Léo Lacroix               | Suisse        | Défenseur | Prêt avec OA                  | Hambourg SV                   | 2. Bundesliga        |
| Alexandros Katranis       | Grèce         | Défenseur | Prêt avec OA                  | Royal Excel Mouscron          | Pro League           |
| Jorginho                  | Portugal      | Attaquant | Prêt avec OA                  | CSKA Sofia                    | Parva Liga           |
| Habib Maïga               | Côte d'Ivoire | Milieu    | Prêt avec OA                  | FC Metz                       | Ligue 2              |
| Franck Honorat            | France        | Attaquant | Prêt sans OA                  | Clermont Foot 63              | Ligue 2              |
| Oussama Tannane           | Maroc         | Attaquant | Prêt sans OA                  | FC Utrecht                    | Eredivisie           |
| Alexis Guendouz           | France        | Gardien   | Prêt sans OA                  | Pau FC                        | National             |
| Rayan Souici              | France        | Milieu    | Prêt sans OA                  | Entente Sannois Saint-Gratien | National             |
| Rémy Cabella              | France        | Milieu    | Retour de prêt                | Olympique de Marseille        | Ligue 1              |
| Hernani                   | Brésil        | Milieu    | Retour de prêt                | Zénith Saint-Pétersbourg      | Première Ligue       |
| Paul-Georges Ntep         | France        | Attaquant | Retour de prêt                | VfL Wolfsburg                 | Bundesliga           |
| Jonathan Bamba            | France        | Attaquant | Libre                         | Lille OSC                     | Ligue 1              |
| Kévin Théophile-Catherine | France        | Défenseur | Libre                         | Dynamo Zagreb                 | Prva Liga            |
| Anthony Maisonnial        | France        | Gardien   | Libre                         | FC Sion                       | Super League         |
| Clément Cabaton           | France        | Défenseur | Libre                         | JA Drancy                     | National 1           |
| Hugo Roussey              | France        | Attaquant | Libre                         | Monts d'Or Anse Foot          | National 2           |
| Erin Pinheiro             | Cap Vert      | Milieu    | Libre (résiliation)           | -                             | -                    |

### Transferts hivernaux
| Nom                   | Nationalité | Poste     | Transfert      | Provenance/Destination  | Division             |
| --------------------- | ----------- | --------- | -------------- | ----------------------- | -------------------- |
| Arrivées              |             |           |                |                         |                      |
| Alexandros Katranis   | Grèce       | Défenseur | Retour de prêt | Royal Excel Mouscron    | Pro League           |
| Youssef Aït Bennasser | Maroc       | Milieu    | Prêt sans OA   | AS Monaco               | Ligue 1              |
| Valentín Vada         | Argentine   | Milieu    | Prêt sans OA   | Girondins de Bordeaux   | Ligue 1              |
| Départs               |             |           |                |                         |                      |
| Alexandros Katranis   | Grèce       | Défenseur | Prêt avec OA   | Atromitos Football Club | Superleague Elláda   |
| Vagner Dias Gonçalves | Cap Vert    | Attaquant | Prêt sans OA   | AS Nancy-Lorraine       | Ligue 2              |
| Mahdi Camara          | France      | Milieu    | Prêt sans OA   | Stade lavallois         | National 1           |
| Assane Dioussé        | Sénégal     | Milieu    | Prêt avec OA   | Chievo Vérone           | Serie A              |
| Ole Selnæs            | Norvège     | Milieu    | Transfert      | Shenzhen FC             | Chinese Super League |
| Cheikh M'Bengue       | Sénégal     | Défenseur | Transfert      | Shenzhen FC             | Chinese Super League |

## Les joueurs et le club lors de la saison 2018-2019

### Effectif professionnel
En grisé, les sélections de joueurs internationaux chez les jeunes mais n'ayant jamais été appelés aux échelons supérieurs une fois l'âge limite dépassé.

## Statistiques

### Classement des buteurs
Mise à jour le 23 août 2018.
| Place | Nom                    | Ligue 1 | Coupe de France | Coupe de la Ligue | TOTAL des BUTS |
| 1     | Wahbi Khazri           | 12 buts | -               | -                 | 13 buts        |
| 2     | Loïs Diony             | 5 buts  | -               | -                 | 5 buts         |
| 2     | Timothée Kolodziejczak | 2 buts  | -               | -                 | 2 buts         |

### Classement des passeurs décisifs
Mise à jour le 19 août 2018.
| Place | Nom                    | Ligue 1          | Coupe de France | Coupe de la Ligue | TOTAL des PASSES DÉCISIVES |
| 1     | Loïs Diony             | 1 passe décisive | -               | -                 | 1 passe décisive           |
| 1     | Timothée Kolodziejczak | 1 passe décisive | -               | -                 | 1 passe décisive           |
| 1     | Mathieu Debuchy        | 1 passe décisive | -               | -                 | 1 passe décisive           |

### Statistiques des cartons

#### Cartons jaunes
Mise à jour le 19 août 2018.
| Place | Nom                 | Ligue 1          | Coupe de France | Coupe de la Ligue | TOTAL des CARTONS JAUNES |
| 1     | Loïs Diony          | 1 carton jaune   | -               | -                 | 1 carton jaune           |
| 1     | Ole Kristian Selnæs | 1 carton jaune   | -               | -                 | 1 carton jaune           |
| 1     | Stéphane Ruffier    | 1 carton jaune   | -               | -                 | 1 carton jaune           |
| 1     | Yann Mvila          | 1 carton jaune   | -               | -                 | 1 carton jaune           |
| 1     | Wahbi Khazri        | 3 cartons jaunes | -               | -                 | 3 cartons jaunes         |

#### Cartons rouges
Mise à jour le 19 août 2018.
| Place | Nom           | Ligue 1        | Coupe de France | Coupe de la Ligue | TOTAL des CARTONS ROUGES |
| 1     | Neven Subotić | 1 carton rouge | -               | -                 | 1 carton rouge           |

### Les onze de départ
Mise à jour le 15 août 2018.

### Statistiques individuelles
Mise à jour le 29 septembre 2018.
| no | Nat. | Nom              | Championnat | Championnat | Championnat | Championnat | Championnat  | Coupe de France | Coupe de France | Coupe de France | Coupe de France | Coupe de France | Coupe de la Ligue | Coupe de la Ligue | Coupe de la Ligue | Coupe de la Ligue | Coupe de la Ligue | Total | Total | Total | Total  | Total        |
| no | Nat. | Nom              | MJ          | B           | Pd          | Averti      | Carton rouge | MJ              | B               | Pd              | Averti          | Carton rouge    | MJ                | B                 | Pd                | Averti            | Carton rouge      | MJ    | B     | Pd    | Averti | Carton rouge |
| -- | ---- | ---------------- | ----------- | ----------- | ----------- | ----------- | ------------ | --------------- | --------------- | --------------- | --------------- | --------------- | ----------------- | ----------------- | ----------------- | ----------------- | ----------------- | ----- | ----- | ----- | ------ | ------------ |
| 16 |      | S. Ruffier       | 8           | 0           | 0           | 1           | 0            | -               | -               | -               | -               | -               | -                 | -                 | -                 | -                 | -                 | 8     | 0     | 0     | 1      | 0            |
| 30 |      | J. Moulin        | 0           | 0           | 0           | 0           | 0            | -               | -               | -               | -               | -               | -                 | -                 | -                 | -                 | -                 | 0     | 0     | 0     | 0      | 0            |
| 5  |      | T. Kolodziejczak | 8           | 2           | 1           | 1           | 0            | -               | -               | -               | -               | -               | -                 | -                 | -                 | -                 | -                 | 8     | 1     | 1     | 1      | 0            |
| 11 |      | G. Silva         | 8           | 0           | 1           | 0           | 0            | -               | -               | -               | -               | -               | -                 | -                 | -                 | -                 | -                 | 8     | 0     | 1     | 0      | 0            |
| 24 |      | L. Perrin        | 7           | 0           | 0           | 0           | 0            | -               | -               | -               | -               | -               | -                 | -                 | -                 | -                 | -                 | 7     | 0     | 0     | 0      | 0            |
| 26 |      | M. Debuchy       | 4           | 2           | 1           | 0           | 0            | -               | -               | -               | -               | -               | -                 | -                 | -                 | -                 | -                 | 4     | 0     | 1     | 0      | -            |
| 28 |      | N. Subotić       | 7           | 0           | 2           | 0           | 1            | -               | -               | -               | -               | -               | -                 | -                 | -                 | -                 | -                 | 7     | 0     | 0     | 0      | 1            |
| -  |      | M. Panos         | 1           | 0           | 0           | 0           | 0            | -               | -               | -               | -               | -               | -                 | -                 | -                 | -                 | -                 | 1     | 0     | 0     | 0      | 0            |
| 31 |      | W. Saliba        | 1           | 0           | 0           | 0           | 0            | -               | -               | -               | -               | -               | -                 | -                 | -                 | -                 | -                 | 1     | 0     | 0     | 0      | 0            |
| 6  |      | Y. M'Vila        | 8           | 0           | 0           | 1           | 0            | -               | -               | -               | -               | -               | -                 | -                 | -                 | -                 | -                 | 8     | 0     | 0     | 1      | 0            |
| 17 |      | O. Selnæs        | 8           | 0           | 4           | 2           | 0            | -               | -               | -               | -               | -               | -                 | -                 | -                 | -                 | -                 | 8     | 0     | 2     | 2      | 0            |
| 25 |      | A. Dioussé       | 3           | 0           | 0           | 0           | 0            | -               | -               | -               | -               | -               | -                 | -                 | -                 | -                 | -                 | 3     | 0     | 0     | 0      | 0            |
| -  |      | M. Camara        | 1           | 0           | 0           | 0           | 0            | -               | -               | -               | -               | -               | -                 | -                 | -                 | -                 | -                 | 1     | 0     | 0     | 0      | 0            |
| 9  |      | L. Diony         | 8           | 5           | 1           | 1           | 0            | -               | -               | -               | -               | -               | -                 | -                 | -                 | -                 | -                 | 8     | 2     | 1     | 1      | 0            |
| 10 |      | W. Khazri        | 7           | 9           | 0           | 4           | 0            | -               | -               | -               | -               | -               | -                 | -                 | -                 | -                 | -                 | 7     | 4     | 0     | 4      | 0            |
| 18 |      | A. Nordin        | 5           | 0           | 0           | 0           | 0            | -               | -               | -               | -               | -               | -                 | -                 | -                 | -                 | -                 | 5     | 0     | 0     | 0      | 0            |
| 21 |      | R. Hamouma       | 5           | 0           | 0           | 0           | 0            | -               | -               | -               | -               | -               | -                 | -                 | -                 | -                 | -                 | 5     | 0     | 0     | 0      | 0            |
| 22 |      | K. Monnet-Paquet | 7           | 1           | 0           | 1           | 0            | -               | -               | -               | -               | -               | -                 | -                 | -                 | -                 | -                 | 7     | 0     | 0     | 1      | 0            |
| 27 |      | R. Berić         | 3           | 2           | 0           | 0           | 0            | -               | -               | -\| -           | -               | -               | -                 | 1                 | -                 | -                 | 3                 | 0     | 0     | 0     | 0      |              |
| 13 |      | M. Gueye         | 1           | 1           | 0           | 0           | 0            | -               | -               | -               | -               | -               | -                 | -                 | -                 | -                 | -                 | 1     | 1     | 0     | 0      | 0            |

#### Joueurs prêtés
Mise à jour le 8 août 2018.
| Nat. | Nom         | Club en prêt                             | Championnat | Championnat | Championnat | Championnat  | Coupes nationales | Coupes nationales | Coupes nationales | Coupes nationales | Coupe d'Europe | Coupe d'Europe | Coupe d'Europe | Coupe d'Europe | Total | Total | Total  | Total        |
| Nat. | Nom         | Club en prêt                             | MJ          | B           | Averti      | Carton rouge | MJ                | B                 | Averti            | Carton rouge      | MJ             | B              | Averti         | Carton rouge   | MJ    | B     | Averti | Carton rouge |
| ---- | ----------- | ---------------------------------------- | ----------- | ----------- | ----------- | ------------ | ----------------- | ----------------- | ----------------- | ----------------- | -------------- | -------------- | -------------- | -------------- | ----- | ----- | ------ | ------------ |
|      | A. Guendouz | Pau FC (National)                        | 4           | 0           | 0           | 0            | 0                 | 0                 | 0                 | 0                 | -              | -              | -              | 0              | 4     | 0     | 0      | 0            |
|      | A. Katranis | Royal Excel Mouscron (Pro League)        | 6           | 0           | 1           | 0            | 0                 | 0                 | 0                 | 0                 | -              | -              | -              | 0              | 6     | 0     | 1      | 0            |
|      | L. Lacroix  | Hambourg SV (2. Bundesliga)              | 3           | 0           | 1           | 0            | 0                 | 0                 | 0                 | 0                 | -              | -              | -              | 0              | 3     | 0     | 1      | 0            |
|      | H. Maïga    | FC Metz (Ligue 2)                        | 0           | 0           | 0           | 0            | 0                 | 0                 | 0                 | 0                 | -              | -              | -              | 0              | 0     | 0     | 0      | 0            |
|      | R. Souici   | Entente Sannois Saint-Gratien (National) | 5           | 0           | 1           | 0            | 0                 | 0                 | 0                 | 0                 | -              | -              | -              | 0              | 5     | 0     | 1      | 0            |
|      | Jorginho    | CSKA Sofia (Parva Liga)                  | 6           | 1           | 0           | 0            | 0                 | 0                 | 0                 | 0                 | 5              | 1              | 0              | 0              | 11    | 2     | 0      | 0            |
|      | O. Tannane  | FC Utrecht (Eredivisie)                  | 3           | 0           | 0           | 0            | 0                 | 0                 | 0                 | 0                 | -              | -              | -              | 0              | "     | 0     | 0      | 0            |

### Bilan sportif de l'équipe première
| Compétition       | Débute au tour | Termine | Matches joués | Gagnés | Nuls | Perdus | Buts pour | Buts contre | Différence |
| ----------------- | -------------- | ------- | ------------- | ------ | ---- | ------ | --------- | ----------- | ---------- |
| Ligue 1           | -              | -       | 8             | 4      | 3    | 1      | 10        | 9           | +1         |
| Coupe de France   | 1/32 de finale |         |               |        |      |        |           |             |            |
| Coupe de la Ligue | 1/16 de finale |         |               |        |      |        |           |             |            |
| Total             | -              | -       | 8             | 4      | 3    | 1      | 10        | 9           | +1         |

### Statistiques européennes du club
Mise à jour le 1er juin 2019 (prochaine prévue le mois suivant).
Nombre de points des Verts dans le classement européen des clubs de football :
| -      | 2018  | 2018 | 2018  | 2018 | 2018 | 2018 | 2019  | 2019  | 2019 | 2019  | 2019 | 2019 |
| -      | Juil. | août | Sept. | Oct. | Nov. | Déc. | Janv. | Févr. | mars | avril | mai  | juin |
| Points | 358   | 358  | 362   | 373  | 376  | 383  | 386   | 393   | 398  | 405   | 417  | 310  |
| Place  | 59e   | 59e  | 63e   | 63e  | 63e  | 61e  | 63e   | 62e   | 62e  | 64e   | 62e  | 67e  |

Évolution du coefficient UEFA de l'AS Saint Étienne lors de la saison 2018-2019 :
| -      | 2018  | 2018 | 2018  | 2018 | 2018 | 2018 | 2019  | 2019  | 2019 | 2019  | 2019 | 2019 |
| -      | Juil. | août | Sept. | Oct. | Nov. | Déc. | Janv. | Févr. | mars | avril | mai  | juin |
| Points | 23.0  | 23.0 | 23.0  | 23.0 | 23.0 | 23.0 | 23.0  | 23.0  | 23.0 | 23.0  | 23.0 | 23.0 |
| Place  | 57e   | 58e  | 60e   | 59e  | 60e  | 63e  | 65e   | 65e   | 65e  | 65e   | 65e  | 66e  |

### Matchs amicaux
| Date       | N o | Adversaire                           | Lieu                | Résultat | Buteurs pour Saint-Étienne                                                 |
| ---------- | --- | ------------------------------------ | ------------------- | -------- | -------------------------------------------------------------------------- |
| 07/07/2018 | #1  | ASF Andrézieux-Bouthéon (National 2) | Andrézieux-Bouthéon | 0 - 7    | Chambost 8e 42e, Gueye 14e 45e, Diony 21e, Nordin 41e (pen.), Baghdadi 82e |
| 13/07/2018 | #2  | Olympique de Marseille (Ligue 1)     | Clermont-Ferrand    | 1 - 0    | Nordin 72e (pen.)                                                          |
| 18/07/2018 | #3  | FC Girondins de Bordeaux (Ligue 1)   | Andrézieux-Bouthéon | 1 - 2    | Diony 17e (pen.)                                                           |
| 21/07/2018 | #4  | RC Lens (Ligue 2)                    | Lens                | 0 - 1    | Debuchy 42e                                                                |
| 27/07/2018 | #5  | Amiens SC (Ligue 1)                  | Le Touquet          | 1 - 1    | Diony 37e                                                                  |
| 04/08/2018 | #6  | OGC Nice (Ligue 1)                   | Feurs               | 3 - 0    | M'Vila 4eDiony 24e 35e                                                     |

### Championnat
La Ligue 1 2018-2019 est la quatre-vingtième unième édition du championnat de France de football et la dix-septième sous l'appellation « Ligue 1 » ; le nom de l'enseigne Conforama y est accolé pour la deuxième saison consécutive, par le biais du naming. La division oppose vingt clubs en une série de trente-huit rencontres. Les meilleurs de ce championnat se qualifient pour les coupes d'Europe que sont la Ligue des champions (le podium) et la Ligue Europa (le quatrième et les vainqueurs des coupes nationales). L'ASSE participe à cette compétition pour la soixante-cinquième fois de son histoire.
Les relégués à l'issue de la saison précédente, le FC Metz, l'ESTAC Troyes, sont remplacés par le Stade de Reims (champion de Ligue 2) et le Nîmes Olympique.

#### Matchs aller
| Date       | N o | Adversaire            | Lieu | Résultat | Buteurs pour Saint-Étienne                               | Points | Place |
| ---------- | --- | --------------------- | ---- | -------- | -------------------------------------------------------- | ------ | ----- |
| 11/08/2018 | J01 | EA Guingamp           | Dom. | 2 - 1    | Khazri 45e Diony 80e                                     | 3      | 9e    |
| 19/08/2018 | J02 | RC Strasbourg         | Ext. | 1 - 1    | Gueye 88e                                                | 4      | 8e    |
| 25/08/2018 | J03 | Montpellier HSC       | Ext. | 0 - 0    | -                                                        | 5      | 8e    |
| 02/09/2018 | J04 | Amiens SC             | Dom. | 0 - 0    | -                                                        | 6      | 9e    |
| 14/09/2018 | J05 | Paris Saint-Germain   | Ext. | 4 - 0    | -                                                        | 6      | 14e   |
| 22/09/2018 | J06 | SM Caen               | Dom. | 2 - 1    | Khazri 48e (pen.) Kolodziejczak 65e                      | 9      | 8e    |
| 25/09/2018 | J07 | Toulouse FC           | Ext. | 2 - 3    | Diony 23e, Cabella 66e, Salibur 75e                      | 12     | 6e    |
| 28/09/2018 | J08 | AS Monaco             | Dom. | 2 - 0    | Khazri 41e, 54e                                          | 15     | 2e    |
| 06/10/2018 | J09 | Lille OSC             | Ext. | 3 - 1    | Cabella 26e (pen.)                                       | 15     | 5e    |
| 21/10/2018 | J10 | Stade rennais FC      | Dom. | 1 - 1    | Khazri 4e (pen.)                                         | 16     | 6e    |
| 26/10/2018 | J11 | Nîmes Olympique       | Ext. | 1 - 1    | Cabella 1re                                              | 17     | 6e    |
| 04/11/2018 | J12 | Angers SCO            | Dom. | 4 - 3    | Diony 26e, Debuchy 45+1e, Manceau 73e (csc), Hamouma 89e | 20     | 5e    |
| 10/11/2018 | J13 | Stade de Reims        | Dom. | 2 - 0    | Debuchy 1re, Khazri 39e                                  | 23     | 5e    |
| 23/11/2018 | J14 | Olympique lyonnais    | Ext. | 1 - 0    | -                                                        | 23     | 6e    |
| 30/11/2018 | J15 | FC Nantes             | Dom. | 3 - 0    | Berić 72e, Khazri 84e, Kolodziejczak 90e                 | 26     | 6e    |
| 05/12/2018 | J16 | Girondins de Bordeaux | Ext. | 3 - 2    | Diony 16e, Khazri 67e                                    | 26     | 6e    |
| 16/12/2018 | J18 | OGC Nice              | Ext. | 1 - 1    | Diony 53e                                                | 27     | 5e    |
| 22/12/2018 | J19 | Dijon FCO             | Dom. | 3 - 0    | Monnet-Paquet 43e, Khazri 64e, Berić 83e                 | 30     | 5e    |

#### Matchs retour
| Date       | N o | Adversaire             | Lieu | Résultat | Buteurs pour Saint-Étienne                                 | Points | Place |
| ---------- | --- | ---------------------- | ---- | -------- | ---------------------------------------------------------- | ------ | ----- |
| 12/01/2019 | J20 | EA Guingamp            | Ext. | 0 - 1    | Khazri 7e                                                  | 33     | 3e    |
| 16/01/2019 | J17 | Olympique de Marseille | Dom. | 2 - 1    | Khazri 59e (pen.) 88e                                      | 36     | 6e    |
| 20/01/2019 | J21 | Olympique lyonnais     | Dom. | 1 - 2    | Hamouma 21e                                                | 36     | 4e    |
| 30/01/2019 | J22 | FC Nantes              | Ext. | 1 - 1    | Waris 70e                                                  | 37     | 4e    |
| 10/02/2019 | J24 | Stade rennais FC       | Ext. | 3 - 0    | -                                                          | 37     | 4e    |
| 13/02/2019 | J23 | RC Strasbourg Alsace   | Dom. | 2 - 1    | Berić 4e, Perrin 27e                                       | 40     | 4e    |
| 17/02/2019 | J25 | Paris Saint-Germain    | Dom. | 0 - 1    | -                                                          | 40     | 5e    |
| 22/02/2019 | J26 | Dijon FCO              | Ext. | 0 - 1    | Subotić 64e                                                | 43     | 4e    |
| 03/03/2019 | J27 | Olympique de Marseille | Ext. | 2 - 0    | -                                                          | 43     | 5e    |
| 10/03/2019 | J28 | Lille OSC              | Dom. | 0 - 1    | -                                                          | 43     | 6e    |
| 16/03/2019 | J29 | SM Caen                | Ext. | 0 - 5    | Hamouma 5e, Berić 20e, Nordin 31e, Ghezali 86e, Vada 90+1e | 46     | 5e    |
| 01/04/2019 | J30 | Nîmes Olympique        | Dom. | 2 - 1    | Cabella 24e, Berić 80e                                     | 49     | 4e    |
| 06/04/2019 | J31 | Amiens SC              | Ext. | 2 - 2    | Kolodziejczak 16e, Cabella 90+5e                           | 50     | 4e    |
| 14/04/2019 | J32 | Girondins de Bordeaux  | Dom. | 3 - 0    | Khazri 56e (pen.), Debuchy 74e 90e                         | 53     | 4e    |
| 21/04/2019 | J33 | Stade de Reims         | Ext. | 0 - 2    | Cabella 25e, Engels 51e (csc)                              | 56     | 4e    |
| 28/04/2019 | J34 | Toulouse FC            | Dom. | 2 - 0    | Berić 2e, 10e                                              | 59     | 4e    |
| 05/05/2019 | J35 | AS Monaco              | Ext. | -        | -                                                          | -      | -     |
| 10/05/2019 | J36 | Montpellier Hérault SC | Dom. | -        | -                                                          | -      | -     |
| 18/05/2019 | J37 | OGC Nice               | Dom. | -        |                                                            | -      | -     |
| 25/05/2019 | J38 | Angers SCO             | Ext. | -        | -                                                          | -      | -     |

#### Classement
| Rang | Équipe                  | Pts | J  | G  | N  | P  | Bp  | Bc | Diff | Qualification ou relégation                                      |
| ---- | ----------------------- | --- | -- | -- | -- | -- | --- | -- | ---- | ---------------------------------------------------------------- |
| 1    | Paris Saint-Germain T S | 91  | 38 | 29 | 4  | 5  | 105 | 35 | +70  | Qualification pour la phase de groupes de la Ligue des champions |
| 2    | LOSC Lille              | 75  | 38 | 22 | 9  | 7  | 68  | 33 | +35  | Qualification pour la phase de groupes de la Ligue des champions |
| 3    | Olympique lyonnais      | 72  | 38 | 21 | 9  | 8  | 70  | 47 | +23  | Qualification pour la phase de groupes de la Ligue des champions |
| 4    | AS Saint-Étienne        | 66  | 38 | 19 | 9  | 10 | 59  | 41 | +18  | Qualification pour la phase de groupes de la Ligue Europa        |
| 5    | Olympique de Marseille  | 61  | 38 | 18 | 7  | 13 | 60  | 52 | +8   |                                                                  |
| 6    | Montpellier Hérault SC  | 59  | 38 | 15 | 14 | 9  | 53  | 42 | +11  |                                                                  |
| 7    | OGC Nice                | 56  | 38 | 15 | 11 | 12 | 30  | 35 | −5   |                                                                  |

### Coupes nationales

#### Coupe de la Ligue
La Coupe de la Ligue 2018-2019 est la vingt-cinquième édition de la cette compétition à élimination directe organisée par la Ligue de football professionnel (LFP) depuis 1994 et rassemblant uniquement les clubs professionnels de Ligue 1, Ligue 2 et ceux de National 1. Depuis 2009, la LFP a instauré un nouveau format de coupe plus avantageux pour les équipes qualifiées pour une coupe d'Europe.
| Date       | N o         | Adversaire      | Lieu | Résultat | Buteurs pour Saint-Étienne | Suite |
| ---------- | ----------- | --------------- | ---- | -------- | -------------------------- | ----- |
| 27/11/2018 | 1/16e de f. | Nîmes Olympique | Ext. | 1 - 1    | Berić 81e                  | -     |

#### Coupe de France
La Coupe de France 2018-2019 est la cent-deuxième édition de cette compétition à élimination directe mettant aux prises tous les clubs de football amateurs et professionnels à travers la France métropolitaine et les DOM-TOM. Elle est organisée par la FFF et ses ligues régionales.
| Date       | N o         | Adversaire           | Lieu | Résultat | Buteurs pour Saint-Étienne                                             | Suite |
| ---------- | ----------- | -------------------- | ---- | -------- | ---------------------------------------------------------------------- | ----- |
| 05/01/2019 | 1/32e de f. | Olympique Strasbourg | Ext. | 0 - 6    | Cabella 3e 86e · Perrin 9e · Khazri 46e · Diony 56e · Rocha Santos 83e | -     |
| 23/01/2019 | 1/16e de f. | Dijon FCO            | Dom. | 3 - 6    | Diony 14e · Berić 60e · Monnet-Paquet 65e                              | -     |

## Joueurs en sélections nationales
Lors de la première session de matchs internationaux, 3 stéphanois sont appelés en A avec leur équipe nationale. Ole Selnaes pour la Norvège et Robert Beric pour la Slovénie sont convoqués dans le cadre de la nouvelle compétition : l’UEFA Nations League. Le 3e joueur est Whabi Khazri, appelé pour défendre les couleurs tunisiennes.

## Équipe réserve

### Effectif de l'équipe réserve
En grisé, les sélections de joueurs internationaux chez les jeunes mais n'ayant jamais été appelés aux échelons supérieurs une fois l'âge limite dépassé.

### Calendrier & Résultats
National 2 - Groupe B
| Date       | N o | Adversaire                    | Lieu | Résultat | Buteurs pour Saint-Étienne | Points | Place |
| ---------- | --- | ----------------------------- | ---- | -------- | -------------------------- | ------ | ----- |
| 11/08/2018 | J01 | Stade montois                 | Ext. | 1 - 0    | -                          | 0      | 11e   |
| 18/08/2018 | J02 | Trélissac FC                  | Dom. | 1 - 1    | Abi 21e                    | 1      | 15e   |
| 25/08/2018 | J03 | Nîmes Olympique rés.          | Ext. | 0 - 3    | Vagner 10e 34e 39e         | 4      | 6e    |
| 01/09/2018 | J04 | ASF Andrézieux                | Dom. | -        | -                          | -      | -     |
| 08/09/2018 | J05 | Stade Bordelais               | Ext. | -        | -                          | -      | -     |
| 15/09/2018 | J06 | SO Romorantin                 | Dom. | -        | -                          | -      | -     |
| 22/09/2018 | J07 | US Colomiers                  | Ext. | -        | -                          | -      | -     |
| 06/10/2018 | J08 | Les Herbiers VF               | Dom. | -        | -                          | -      | -     |
| 20/10/2018 | J09 | FC Sète                       | Ext. | -        | -                          | -      | -     |
| 03/11/2018 | J10 | Bergerac Périgord FC          | Dom. | -        | -                          | -      | -     |
| 10/11/2018 | J11 | Saint-Pryvé Saint-Hilaire FC  | Ext. | -        | -                          | -      | -     |
| 24/11/2018 | J12 | Le Puy Foot                   | Ext. | -        | -                          | -      | -     |
| 01/12/2018 | J13 | FC Girondins de Bordeaux rés. | Dom. | -        | -                          | -      | -     |
| 15/12/2018 | J14 | Blois Foot 41                 | Ext. | -        | -                          | -      | -     |
| 22/12/2018 | J15 | Moulins-Yzeure Foot           | Dom. | -        | -                          | -      | -     |
| 12/01/2019 | J16 | Trélissac FC                  | Ext. | -        | -                          | -      | -     |
| 19/01/2019 | J17 | Nîmes Olympique rés.          | Dom. | -        | -                          | -      | -     |
| 02/02/2019 | J18 | ASF Andrézieux                | Ext. | -        | -                          | -      | -     |
| 16/02/2019 | J19 | Stade Bordelais               | Dom. | -        | -                          | -      | -     |
| 23/02/2019 | J20 | SO Romorantin                 | Ext. | -        | -                          | -      | -     |
| 09/03/2019 | J21 | US Colomiers                  | Dom. | -        | -                          | -      | -     |
| 16/03/2019 | J22 | Les Herbiers VF               | Ext. | -        | -                          | -      | -     |
| 23/03/2019 | J23 | FC Sète                       | Dom. | -        | -                          | -      | -     |
| 06/04/2019 | J24 | Bergerac Périgord FC          | Ext. | -        | -                          | -      | -     |
| 13/04/2019 | J25 | Saint-Pryvé Saint-Hilaire FC  | Dom. | -        | -                          | -      | -     |
| 20/04/2019 | J26 | Le Puy Foot                   | Dom. | -        | -                          | -      | -     |
| 04/05/2019 | J27 | FC Girondins de Bordeaux rés. | Ext. | -        | -                          | -      | -     |
| 11/05/2019 | J28 | Blois Foot 41                 | Dom. | -        | -                          | -      | -     |
| 18/05/2019 | J29 | Moulins-Yzeure Foot           | Ext. | -        | -                          | -      | -     |
| 25/05/2019 | J30 | Stade montois                 | Dom. | -        | -                          | -      | -     |